# Estádio Internacional de Jacarta
O Estádio Internacional de Jacarta (em indonésio: Stadion Internasional Jakarta) é um estádio de futebol com teto retrátil localizado em Jacarta, capital da Indonésia. Inaugurado oficialmente em 24 de julho de 2022 com capacidade máxima para 82 000 espectadores, é atualmente o maior estádio do país e o maior estádio dedicado exclusivamente ao futebol de toda a Ásia.
Desde sua inauguração, passou a ser a casa onde o Persija Jakarta, clube da capital, manda seus jogos oficiais por competições nacionais e continentais. Além disso, a Seleção Indonésia de Futebol passou também a mandar esporadicamente por ali partidas oficiais e amistosas, tornando-se assim no estádio nacional do país ao lado do Estádio Gelora Bung Karno, igualmente localizado em Jacarta.